# Núi Meru (Tanzania)
Núi Meru là một ngọn núi lửa vẫn còn hoạt động ở đông bắc Tanzania, nằm cách Kilimanjaro khoảng 68 km (42 mi) về phía tây. Đây là ngọn núi cao thứ nhì ở Tanzania với độ cao 4.565 m (14.977 ft), sau núi Kilimanjaro.Rừng mưa nhiệt đới và rừng tre nứa là loại hình thực vật chính ở độ cao từ 1800 m đến 2900 m trên mực nước biển. Các cây trồng trong khu vực sườn phía nam và đông chủ yếu là chuối và cà phê. Ngược lại, sườn bắc và tây bắc của núi này thì cằn cỗi. Arusha là một trung tâm hành chính và thương mại quan trọng nằm ở phía nam của chân núi này.